# میلویچ، استافوردشر
میلویچ (به انگلیسی: Milwich) یک روستا و محله مدنی در بریتانیا است که در Stafford واقع شده‌است. میلویچ ۴۱۸ نفر جمعیت دارد.